# Petrikeresztúr
Petrikeresztúr ist eine ungarische Gemeinde im Kreis Zalaegerszeg im Komitat Zala. Zur Gemeinde gehört der Ortsteil Győrfiszeg.

## Geografische Lage
Petrikeresztúr liegt 15 Kilometer südwestlich der Stadt Zalaegerszeg. Nachbargemeinden sind Iborfia, Gombosszeg und Barlahída.

## Geschichte
Die heutige Gemeinde entstand 1948 durch den Zusammenschluss der Orte Petrikeresztúr und Győrfiszeg.

## Sehenswürdigkeiten
- Römisch-katholische Kirche Szent Kereszt felmagasztalása, erbaut 1735 (Barock)

## Verkehr
Durch Petrikeresztúr verläuft die Landstraße Nr. 7401. Der nächstgelegene Bahnhof befindet sich in Zalaegerszeg.